# Michael Felix Hackett
Pour les articles homonymes, voir Hackett.
Michael Felix Hackett (23 août 1851 - 12 avril 1926) est un avocat, juge et homme politique du Québec, au Canada. Il a représenté Stanstead à l'Assemblée législative du Québec pour la période 1892-1900 comme membre du Parti conservateur du Québec.

## Biographie
Natif de Granby, Michael Felix Hackett est le fils de Patrick Hackett et Mary Griffin, et a étudié à l'Académie du Collège de Granby, au Collège de Saint-Hyacinthe et à l'Université McGill. Hackett a été admis au Barreau du Québec en 1874 et mis en place la pratique à Stanstead Plain (intégré plus tard à Stanstead). En 1883, il épouse Florence Alberta, fille de Albert Knight (en). Hackett a été maire de Stanstead Plain (1890-1904) et directeur de comté de Stanstead (1891-1897). Il a également servi comme capitaine dans la milice et a été président de l'Institut des agriculteurs du comté de Stanstead. Il a été président du Conseil exécutif de la province de Québec de 1895 à 1896 et secrétaire de la province de 1896 à 1897. En 1899, il a été nommé conseiller de la Reine. Hackett a été défait lorsqu'il a postulé pour la réélection à l'Assemblée législative en 1900. Il a été un candidat malheureux à un siège à la Chambre des communes fédérale en 1904. En 1915, Hackett a été nommé juge à la Cour supérieure du Québec pour le district de Bedford. Il est mort à Cowansville à l'âge de 76 ans.
Son fils John Thomas Hackett siégé à la Chambre des communes et le Sénat du Canada.